# 井口裕香のむ〜〜〜ん
『井口裕香のむ〜〜〜ん ⊂（　＾ω＾）⊃』（いぐちゆかのむ〜〜〜ん）は、文化放送超!A&G+で2010年10月4日から2011年3月28日まで地上デジタルラジオにて放送し、同年4月4日から2025年3月24日までインターネット配信業者として配信していた、簡易動画付きインターネット配信番組である。パーソナリティは井口裕香。

## 番組概要
パーソナリティの井口裕香が1時間しゃべりつくす番組。「井口裕香の超ラジ!Girls」以上にフリートークが番組の大半を占めている。生配信としては珍しく、番組中に読まれるリスナーからのメールの枚数が極端に少ないため、本人がネタにするほどである。
番組タイトルの由来は、放送開始時の放送曜日が「"月"曜日」（Moon）であることと、直後の番組に「星空」が折り込まれていることから、それに近いものを選んだとのこと。タイトルイラストは毎回直筆で描いており、ゲスト出演時にはゲストもイラストに参加することがある。
番組中のBGM・ジングルとして、井口が出演したテレビアニメ「迷い猫オーバーラン!」のサウンドトラック「迷い猫オーバーラン! ミュージックCD」の収録曲が使用されている。
2016年1月4日配信中に番組専用のTwitterアカウントを公開した。これ以後、タブレット端末でtwitterの実況（ハッシュタグ#muuun）を活用し、番組中に意見を募集したり、リスナーの反応をいじったりするようになった。
番組開始当初からプロデューサーを担当していた佐藤勉が、人事異動により2020年6月末を以てプロデューサーを降板した。
ニコニコチャンネルにて番組専門チャンネル「Muuun Channel」を開設。2020年7月6日よりニコニコ生放送にて超!A&G+との本編同時配信と、チャンネル有料会員限定のおまけ配信・1週間限定のタイムシフト配信等が行われている。
2025年3月で超!A&G+のサービス終了に伴い、番組も同月24日をもって終了した。なお、2025年4月以降は新たにニコニコチャンネルを立ち上げた上で第2・4火曜配信の後続番組『井口裕香のむ〜〜〜ん し〜ずん2』としてリニューアルすることも発表された。

### 放送時間・配信時間
超!A&G+
毎週配信
2023年4月1日 - 2025年3月24日
- 月曜日 22:00 - 23:00

※過去の配信時間
2011年4月4日 - 9月27日
- 月曜日 22:00 - 23:00 （リピート配信: 火曜日 10:00 - 11:00、日曜日 14:00 - 15:00）

2011年10月3日 - 2013年9月30日
- 月曜日 22:00 - 23:00 （リピート配信: 火曜日 10:00 - 11:00、火曜日 16:00 - 17:00、水曜日 6:00 - 7:00、日曜日 14:00 - 15:00）

2013年10月7日 - 2014年3月31日
- 月曜日 22:00 - 23:00 （リピート配信: 火曜日 10:00 - 11:00、火曜日 16:00 - 17:00、日曜日 14:00 - 15:00）

2014年4月7日 - 2017年12月31日
- 月曜日 22:00 - 23:00 （リピート配信: 火曜日 10:00 - 11:00、日曜日 14:00 - 15:00）

※過去の放送時間
2010年10月4日 - 2011年9月27日
- 月曜日 22:00 - 23:00 （リピート放送: 火曜日 10:00 - 11:00、日曜日 14:00 - 15:00）

ニコニコ生放送
毎週配信（超!A&G+と同時配信）
2020年7月6日 -
- 月曜日 22:00 - 23:00

毎週配信「む～～～んアフタートーク」（ニコニコチャンネル有料会員限定の独自配信）
2020年7月6日 -
- 月曜日 23:00 - 23:15

### パーソナリティ
井口裕香

### 提供
マリン・エンタテインメント
過去の提供
TOYOTA（2016年2月）

## コーナー
月イチ☆む〜〜〜ん占い
井口が謎の美人占い師・ぷろろーぐ☆裕香先生となり、リスナーから寄せられた悩み相談を占いで導く。実質的に開業!井口クリニックを引き継ぐコーナー。1ヶ月に1回行われる。リスナーに生電話をすることもある。
月イチメールテーマ
メールテーマを設け、リスナーから寄せられたメッセージを紹介する。
○○最高かよ!
事前に発表されたお題（アニメ、ペット、給食など）について最高だと思うことをリスナーに送ってもらう。
CMコンテスト（新曲発売時に実施）
井口が新曲を発売する際にリスナーから曲の宣伝文句を20秒のCMを想定して募集し、井口が読み上げる。採用されたものは、超A&G+内で流れるCMとして実際に使用される。

### 終了したコーナー
ゆかちのちょっと気になるぅ〜!
本人曰く「興味の幅が狭い」井口裕香の興味の幅を広げるために、井口が発案したコーナー。テーマを問わず、井口に興味を持たせたいことを募集する。採用されたものについては井口が調べ、実践する。だが、結局は放置する事が多い。
ゆかちの月イチエプロン!
実家暮らしで料理を全然してない井口に料理を覚えてもらおうというコーナー。題名通り1ヶ月に1回行われた。ここでは井口が実際に作った料理の写真、もしくは実物を披露するほか、リスナーから簡単にできる、もしくは井口に作って欲しい料理を募集していた。2014年12月22日終了。
開業!井口クリニック
井口が女医となり、リスナーから寄せられた悩み相談に応えるコーナー。1ヶ月に1回行われた。リスナーに生電話をすることもあった。2020年6月15日終了。

## ゲスト
| 放送回 | 年     | 月日     | ゲスト                                      | 備考                                 |
| ------ | ------ | -------- | ------------------------------------------- | ------------------------------------ |
| 8      | 2010年 | 11月22日 | 阿澄佳奈、竹達彩奈、儀武ゆう子              |                                      |
| 9      | 2010年 | 11月29日 | 花澤香菜                                    |                                      |
| 17     | 2011年 | 1月24日  | 中山信宏                                    |                                      |
| 51     | 2011年 | 9月19日  | 阿澄佳奈                                    |                                      |
| 58     | 2011年 | 11月7日  | 花澤香菜、日笠陽子                          |                                      |
| 59     | 2011年 | 11月14日 | 儀武ゆう子                                  |                                      |
| 64     | 2011年 | 12月19日 | 阿澄佳奈、竹達彩奈、儀武ゆう子              |                                      |
| 90     | 2012年 | 6月18日  | 浅沼晋太郎                                  |                                      |
| 100    | 2012年 | 8月27日  | 高橋美佳子、儀武ゆう子                      |                                      |
| 103    | 2012年 | 9月17日  | 中山信宏                                    |                                      |
| 117    | 2012年 | 12月24日 | 櫻井孝宏、中山信宏                          |                                      |
| 118    | 2012年 | 12月31日 | 日高里菜                                    |                                      |
| 146    | 2013年 | 7月15日  | 阿澄佳奈                                    |                                      |
| 148    | 2013年 | 7月29日  | 儀武ゆう子                                  |                                      |
| 150    | 2013年 | 8月12日  | 日高里菜                                    | 公開生放送                           |
| 169    | 2013年 | 12月23日 | 高橋美佳子                                  |                                      |
| 175    | 2014年 | 2月3日   | 戸松遥                                      |                                      |
| 185    | 2014年 | 4月14日  | 喜多村英梨                                  |                                      |
| 195    | 2014年 | 6月23日  | 儀武ゆう子                                  |                                      |
| 196    | 2014年 | 6月30日  | 高橋美佳子                                  |                                      |
| 200    | 2014年 | 7月28日  | 日笠陽子、日高里菜                          | 公開収録イベント                     |
| 201    | 2014年 | 8月4日   | 儀武ゆう子                                  |                                      |
| 233    | 2015年 | 3月16日  | 小倉唯                                      |                                      |
| 256    | 2015年 | 8月24日  | 儀武ゆう子、阿澄佳奈                        |                                      |
| 259    | 2015年 | 9月14日  | 種田梨沙、日高里菜                          | 公開収録イベント                     |
| 271    | 2015年 | 12月7日  | 高橋美佳子                                  |                                      |
| 273    | 2015年 | 12月21日 | 儀武ゆう子                                  |                                      |
| 283    | 2016年 | 2月29日  | 日高里菜                                    |                                      |
| 295    | 2016年 | 5月23日  | 高橋美佳子、日笠陽子                        | 公開収録イベント                     |
| 300    | 2016年 | 6月27日  | 高橋美佳子、儀武ゆう子                      |                                      |
| 313    | 2016年 | 9月26日  | ゆいかおり（小倉唯、石原夏織）              |                                      |
| 319    | 2016年 | 11月7日  | Ray                                         |                                      |
| 324    | 2016年 | 12月12日 | 高橋美佳子                                  |                                      |
| 325    | 2016年 | 12月19日 | 阿澄佳奈                                    | 公開収録イベント                     |
| 340    | 2017年 | 4月3日   | 高橋美佳子、高橋未奈美                      |                                      |
| 375    | 2017年 | 12月4日  | 高橋美佳子                                  | 公開収録イベント                     |
| 395    | 2018年 | 4月23日  | 高橋美佳子                                  |                                      |
| 400    | 2018年 | 5月28日  | 高橋美佳子、儀武ゆう子                      |                                      |
| 405    | 2018年 | 7月2日   | 瀬戸麻沙美                                  | 公開収録イベント                     |
| 421    | 2018年 | 10月22日 | オッド・アイ(鷲崎健、沢口けいこ、青木佑磨） |                                      |
| 429    | 2018年 | 12月17日 | 高橋美佳子                                  |                                      |
| 433    | 2019年 | 1月14日  | 日笠陽子                                    | 公開収録イベント                     |
| 460    | 2019年 | 7月22日  | 石原夏織                                    |                                      |
| 462    | 2019年 | 8月5日   | 高橋美佳子                                  |                                      |
| 474    | 2019年 | 10月28日 | 髙野麻美                                    | 公開収録イベント                     |
| 480    | 2019年 | 12月9日  | 野田愛実                                    |                                      |
| 483    | 2019年 | 12月30日 | 高橋美佳子                                  |                                      |
| 517    | 2020年 | 8月24日  | ナノウ（コヤマヒデカズ）                    |                                      |
| 539    | 2021年 | 1月25日  | 渡辺翔                                      | オンラインゲストとして音声のみの出演 |
| 552    | 2021年 | 4月26日  | 鷲崎健                                      |                                      |
| 562    | 2021年 | 7月5日   | コヤマヒデカズ                              |                                      |
| 564    | 2021年 | 7月19日  | 野田愛実                                    | オンラインゲスト                     |
| 600    | 2022年 | 3月28日  | 高橋美佳子、儀武ゆう子                      |                                      |
| 633    | 2022年 | 11月14日 | 指田フミヤ                                  |                                      |
| 755    | 2024年 | 3月17日  | 高橋美佳子、儀武ゆう子                      |                                      |

最多出演ゲストは、高橋美佳子（16回）。次いで、儀武ゆう子（13回）。以降、阿澄佳奈（6回）、日高里菜（5回）、日笠陽子（4回）と続く。この他、この後24時から生配信の『鷲崎健のヨルナイト×ヨルナイト』が配信されるため打ち合わせ前の鷲崎健が乱入することがたまにある。また、2017年9月までこの番組の前の時間に配信されていた『東山奈央のドリーム*シアター』が生配信をした日は東山奈央がオープニングに乱入することが恒例となっていた。

## イベント
井口裕香のむ〜〜〜ん ⊂（　＾ω＾）⊃ 公開生放送
2013年8月12日 - 文化放送メディアプラスホール
- ゲスト: 日高里菜

井口裕香のむ〜〜〜ん ⊂（　＾ω＾）⊃ 200回記念公開収録イベント
2014年7月27日 - 文化放送メディアプラスホール
- ゲスト: 日笠陽子、日高里菜

井口裕香のむ〜〜〜ん ⊂（　＾ω＾）⊃ 公開収録イベント
2015年9月13日 - 文化放送メディアプラスホール
- ゲスト: 日高里菜、種田梨沙

井口裕香のむ〜〜〜ん ⊂（　＾ω＾）⊃ 公開収録イベント
2016年5月22日 - 文化放送メディアプラスホール
- ゲスト: 高橋美佳子、日笠陽子

井口裕香のむ〜〜〜ん ⊂（　＾ω＾）⊃ 公開収録イベント
2016年12月18日 - 文化放送メディアプラスホール
- ゲスト: 阿澄佳奈（阿澄佳奈 星空ひなたぼっことのコラボイベント）

井口裕香のむ〜〜〜ん ⊂（　＾ω＾）⊃ 公開収録イベント
2017年4月23日 - 文化放送メディアプラスホール
井口裕香のむ〜〜〜ん ⊂（　＾ω＾）⊃ 公開収録イベント
2017年12月2日 - 文化放送メディアプラスホール
- ゲスト: 高橋美佳子

井口裕香のむ〜〜〜ん ⊂（　＾ω＾）⊃ 公開収録イベント
2018年6月30日 - 文化放送メディアプラスホール
- ゲスト: 瀬戸麻沙美

井口裕香のむ～～～ん⊂（　＾ω＾）⊃ トークイベント2018
2018年9月9日 - 科学技術館サイエンスホール
- 第一部 ゲスト: 高橋美佳子、儀武ゆう子、鷲崎健
- 第二部 ゲスト: 喜多村英梨、鷲崎健、阿澄佳奈

井口裕香のむ〜〜〜ん ⊂（　＾ω＾）⊃ 公開収録イベント
2019年1月13日 - 文化放送メディアプラスホール
- ゲスト: 日笠陽子

井口裕香のむ～～～ん⊂（　＾ω＾）⊃ トークイベント2019春
2019年3月17日 - 科学技術館サイエンスホール
- 第一部 ゲスト: 洲崎綾、髙野麻美
- 第二部 ゲスト: む〜んスタッフ

井口裕香のむ〜〜〜ん ⊂（　＾ω＾）⊃ 公開収録イベント
2019年6月8日 - 文化放送メディアプラスホール
井口裕香のむ〜〜〜ん ⊂（　＾ω＾）⊃ 公開収録イベント
2019年10月26日 - 文化放送メディアプラスホール
- ゲスト: 髙野麻美

井口裕香のむ～～～ん⊂（　＾ω＾）⊃ トークイベント2019秋
2019年11月24日 - 科学技術館サイエンスホール
- 第一部 ゲスト: 野田愛実、Kasumi、YURINA
- 第二部 ゲスト: 速水奨、田村睦心

井口裕香のむ〜〜〜ん ⊂（　＾ω＾）⊃ 公開生放送
2019年12月30日 - 文化放送サテライトプラス広場
- ゲスト: 高橋美佳子

## 関連商品
DVD
- 井口裕香のむ〜〜〜ん ⊂（　＾ω＾）⊃ DVD いち
- 井口裕香のむ〜〜〜ん ⊂（　＾ω＾）⊃ DVD に
- 井口裕香のむ〜〜〜ん ⊂（　＾ω＾）⊃ DVD いん にゅーかれどにあ
- 井口裕香のむ〜〜〜ん ⊂（　＾ω＾）⊃ DVD さん
- 井口裕香のむ〜〜〜ん ⊂（　＾ω＾）⊃ DVD よん
- 井口裕香のむ〜〜〜ん ⊂（　＾ω＾）⊃ DVD ご
- 井口裕香のむ〜〜〜ん ⊂（　＾ω＾）⊃ DVD ろく
- 井口裕香のむ〜〜〜ん ⊂（　＾ω＾）⊃ DVD なな
- 井口裕香のむ〜〜〜ん ⊂（　＾ω＾）⊃ DVD はち
- 井口裕香のむ〜〜〜ん ⊂（　＾ω＾）⊃ DVD きゅう
- 井口裕香のむ〜〜〜ん ⊂（　＾ω＾）⊃ DVD じゅう
- 井口裕香のむ〜〜〜ん ⊂（　＾ω＾）⊃ DVD じゅういち
- 井口裕香のむ〜〜〜ん ⊂（　＾ω＾）⊃ DVD じゅうに
- 井口裕香のむ〜〜〜ん ⊂（　＾ω＾）⊃ DVD じゅうさん
- 井口裕香のむ〜〜〜ん ⊂（　＾ω＾）⊃ DVD じゅうよん
- 井口裕香のむ〜〜〜ん ⊂（　＾ω＾）⊃ DVD じゅうご（飴付き限定セット）
- 井口裕香のむ〜〜〜ん ⊂（　＾ω＾）⊃ DVD じゅうろく
- 井口裕香のむ〜〜〜ん ⊂（　＾ω＾）⊃ DVD じゅうなな
- 井口裕香のむ〜〜〜ん ⊂（　＾ω＾）⊃ DVD じゅうはち

その他
- 井口裕香のむ〜〜〜ん ⊂（　＾ω＾）⊃ ポストカードBOOK いち
- 井口裕香のむ〜〜〜ん ⊂（　＾ω＾）⊃ ポストカードBOOK に
- 井口裕香のむ〜〜〜ん ⊂（　＾ω＾）⊃ カレンダー2015
- 井口裕香のむ～～～ん ⊂（　＾ω＾）⊃ 日めくりカレンダー2016（カウントダウンCD付）
- 井口裕香のむ〜〜〜ん ⊂（　＾ω＾）⊃ カレンダー2019
- 井口裕香のむ～～～ん ⊂（　＾ω＾）⊃ ふるむ～～～んライト
- ラブリーアイテむ～～～ん ⊂（　＾ω＾）⊃ ライト
- これこそが「むん」ペンライト!!
- サマーアイテむ～～～ん ⊂（　＾ω＾）⊃ Tシャツ（安全運転版）
- サマーアイテむ～～～ん ⊂（　＾ω＾）⊃ Tシャツ（風をきるface版）
- スプリングアイテむ～～～ん ⊂（　＾ω＾）⊃ Tシャツ
- ファッションアイテむ～～～ん ⊂（　＾ω＾）⊃ Tシャツ(2017)
- ファッションアイテむ～〜〜ん ⊂（　＾ω＾）⊃ Tシャツ2018
- ほろ酔いアイテむ～～～ん ⊂（　＾ω＾）⊃ キーホルダー
- ミュージックアイテむ～～～ん ⊂（　＾ω＾）⊃ ギターピックセット
- む〜〜〜ん ⊂（　＾ω＾）⊃ トレーディング缶バッジ
- む〜〜〜ん ⊂（　＾ω＾）⊃ ステッカーホルダー
- む〜〜〜ん ⊂（　＾ω＾）⊃ 安眠セット(枕カバー＆安眠CD)
- む〜〜〜ん ⊂（　＾ω＾）⊃ ボールペン(ブラック)
- む〜〜〜ん ⊂（　＾ω＾）⊃ ジャンパー
- む〜〜〜ん ⊂（　＾ω＾）⊃ パーカー